# Municipio de Banner (condado de Ashley)
El municipio de Banner (en inglés: Banner Township) es un municipio ubicado en el condado de Ashley en el estado estadounidense de Arkansas. En el año 2010 tenía una población de 158 habitantes y una densidad poblacional de 3,66 personas por km².

## Geografía
El municipio de Banner se encuentra ubicado en las coordenadas 33°16′55″N 91°36′25″O / 33.28194, -91.60694. Según la Oficina del Censo de los Estados Unidos, el municipio tiene una superficie total de 43.18 km², de la cual 42,43 km² corresponden a tierra firme y (1,74 %) 0,75 km² es agua.

## Demografía
Según el censo de 2010, había 158 personas residiendo en el municipio de Banner. La densidad de población era de 3,66 hab./km². De los 158 habitantes, el municipio de Banner estaba compuesto por el 68,99 % blancos, el 1,27 % eran afroamericanos, el 0,63 % eran amerindios, el 25,95 % eran de otras razas y el 3,16 % eran de una mezcla de razas. Del total de la población el 27,85 % eran hispanos o latinos de cualquier raza.